# Hal Mohr
Hal Mohr (ur. 2 sierpnia 1894 w San Francisco; zm. 10 maja 1974 w Santa Monica) – amerykański operator filmowy.

## Filmografia
W trakcie prawie 60-letniej pracy wziął udział w realizacji 148 produkcji filmowych i telewizyjnych.

### Krótkometrażowe
- 1912: Panama-Pacific International Groundbreaking Ceremony (dokumentalny: czas – 10')
- 1913: Last Night of the Barbary Coast (dokumentalny: 10')
- 1914: Pan's Mountain (fabularny)
- 1917: The Big Idea (komedia: 9')
- 1923: The Unsuspecting Stranger (western)
- 1963: The Story of Dr. Lister (promocyjny: 28')
- 1965: Invisible Diplomats (promocyjny: 22')
- 1965: If an Elephant Answers (dokumentalny)

### Seriale/filmy TV
- 1953-1954: I Married Joan (13 odcinków)
- 1954: Life with Father (1 odcinek)
- 1954-1955: The Donald O'Connor Show (6 odcinków)
- 1955: Professional Father (1 odcinek)
- 1955-1956: Screen Directors Playhouse (3 odcinki)
- 1955-1958: The Bob Cummings Show (2 odcinki)
- 1956: Studio 57 (1 odcinek)
- 1957:
  - Panic! (1 odcinek)
  - The George Sanders Mystery Theater (4 odcinki)
- 1958:
  - Playhouse 90 (1 odcinek)
  - Colgate Theatre (1 odcinek)
- 1960: The Brothers Brannagan (1 odcinek)
- 1961:
  - The Barbara Stanwyck Show (9 odcinków)
  - Rio (film TV)
- 1961-1962: Father of the Bride (6 odcinków)
- 1963: Breaking Point (1 odcinek)
- 1967: Baśń o łodydze fasoli (film TV)

### Fabularne
- 1914: Salomy Jane (western – czas: 85')[1]
- 1918: Restitution (obyczajowy)
- 1920:
  - The Golden Trail (melodramat: 60')
  - The Deceiver (dramat: 50')
- 1922:
  - The Unfoldment (melodramat)
  - Watch Him Step (komedia)
- 1923:
  - Bag and Baggage (komedia)
  - The Adventures of Prince Courageous (fantasy)
- 1924:
  - A Woman Who Sinned (obyczajowy: 70')
  - Vanity's Price (melodramat: 60')
- 1925:
  - He Who Laughs Last
  - Dom wariatów (komedia: 86')
  - Playing with Souls (melodramat)
  - Mała Anna Rooney (komedia: 94')
- 1926:
  - Wróbelki (obyczajowy: 109')
  - The Marriage Clause (melodramat: 80')
  - The High Hand (wsetern)
  - Trzeci stopień (obyczajowy: 80')
- 1927:
  - Bitter Apples (melodramat)
  - Milionowy zakład (obyczajowy: 70')
  - Old San Francisco (melodramat: 88')
  - The Heart of Maryland (obyczajowy: 60')
  - Slightly Used (komedia: 70')
  - Śpiewak jazzbandu (musical: 88')
  - The Girl from Chicago (kryminał: 70')
- 1928:
  - Glorious Betsy (historyczny: 80')
  - Tenderloin (kryminał: 85')
  - Marsz weselny (dramat: 113')
  - Arka Noego (dramat: 135')
  - Ostatnie ostrzeżenie (horror: 89')
- 1929:
  - Broadway (kryminał: 104')
  - The Last Performance (horror: 60')
  - Shanghai Lady (obyczajowy: 66')
- 1930:
  - Captain of the Guard (musical: 83')
  - Król jazzu (animowany/muzyczny: 99')
  - Czar of Broadway (kryminał: 79')
  - Big Boy (musical: 68')
  - Outward Bound (fantasy: 83')
  - The Cat Creeps (kryminał: 75')
  - Miesiąc miodowy (obyczajowy)
  - The Cohens and the Kellys in Africa (komedia: 70')
  - Free Love (komedia: 70')
- 1931:
  - Strona tytułowa (komedia: 101')
  - A Woman of Experience (melodramat: 74')
  - The Common Law (melodramat: 74')
  - The Big Gamble (kryminał: 65')
  - Devotion (komedia: 81')
- 1932:
  - Na rozkaz kobiety (dramat: 83')
  - Lady with a Past (komedia: 80')
  - Week Ends Only (obyczajowy: 70')
  - The First Year (komedia: 80')
  - Tess of the Storm Country (kryminał: 80')
- 1933:
  - Jarmark miłości (komedia: 99')
  - The Warrior's Husband (komedia: 75')
  - I Loved You Wednesday (komedia: 80')
  - The Devil's in Love (dreszczowiec: 70')
  - The Worst Woman in Paris? (obyczajowy: 76')
- 1934:
  - As Husbands Go (komedia: 78')
  - Carolina (komedia: 85')
  - David Harum (przygodowy: 83')
  - Zmiana serc (melodramat: 77')
  - Charlie Chan's Courage (kryminał: 70')
  - Servants' Entrance (komedia: 88')
- 1935:
  - The County Chairman (komedia: 80')
  - Under Pressure (obyczajowy: 72')
  - Sen nocy letniej (fantasy: 133')
  - Kapitan Blood (przygodowy: 119')
- 1936:
  - Zemsta Johna Ellmana (horror: 66')
  - Na celowniku mafii (film noir: 82')
  - The Green Pastures (obyczajowy: 93')
  - Zakochane kobiety (komedia: 97')
- 1937: Top of the Town (komedia: 86')
- 1938: I Met My Love Again (obyczajowy: 77')
- 1939:
  - Destry znowu w siodle (western: 95')
  - Back Door to Heaven (kryminał: 85')
  - The Under-Pup (komedia: 88')
  - Rio (kryminał: 77')
- 1940: Kiedy jechali Daltonowie (western: 81')
- 1941:
  - Cheers for Miss Bishop (melodramat: 95')
  - Pot o' Gold (musical: 86')
  - International Lady (przygodowy: 102')
- 1942:
  - Twin Beds (komedia: 85')
  - Lady in a Jam (komedia: 78')
- 1943:
  - Upiór w operze (horror: 92')
  - Straż nad Renem (dreszczowiec: 114')
  - Top Man (komedia: 74')
- 1944:
  - Ladies Courageous (wojenny: 88')
  - This Is the Life (komedia: 87')
  - San Diego, kocham cię (przygodowy: 83')
  - The Climax (horror: 86')
  - Enter Arsene Lupin (film noir: 72')
  - My Gal Loves Music (komedia: 60')
- 1945:
  - Her Lucky Night (komedia: 63')
  - Salome, Where She Danced (przygodowy: 90')
  - Shady Lady (komedia: 91')
- 1946:
  - Because of Him (musical: 88')
  - Night in Paradise (fantasy: 84')
- 1947:
  - I'll Be Yours (musical: 93')
  - Song of Scheherazade (biograficzny: 105')
  - Wygnaniec (przygodowy: 95')
  - The Lost Moment (film noir: 89')
  - Pirates of Monterey (przygodowy: 77')
- 1948:
  - Another Part of the Forest (melodramat: 107')
  - An Act of Murder (film noir: 91')
- 1949: Johnny Holiday (kryminał: 92')
- 1950:
  - The Second Woman (film noir: 91')
  - Woman on the Run (kryminał: 77')
- 1951:
  - The Big Night (film noir: 75')
  - Of Men and Music (dokument: 85')
- 1952:
  - Ranczo złoczyńców (western: 89')
  - The Four Poster (komedia: 103')
  - Gość weselny (obyczajowy: 93')
- 1953:
  - Dziki (kryminał: 79')
  - Jamboree (dokument: 54')
- 1956: The Boss (film noir: 89')
- 1957: Gangster Baby Face Nelson (biograficzny: 85')
- 1958:
  - The Lineup (film noir: 86')
  - The Gun Runners (kryminał: 83')
- 1960: Ostatnia podróż (przygodowy: 91')
- 1961: Amerykański świat podziemia (dreszczowiec: 99')
- 1962: The Creation of the Humanoids (SF: 75')
- 1963: Gangster i urzędnik (komedia: 96')
- 1968: Bamusowy latający spodek (SF: 103')

## Nagrody i nominacje
Został dwukrotnie uhonorowany Oscarem (1936 i 1944), a także otrzymał nominację do nagrody Złotego Globu i Oscara. Posiada również swoją gwiazdę na Hollywoodzkiej Alei Gwiazd.